# Shoji Lacus
Lo Shoji Lacus è una struttura geologica della superficie di Titano.